# سلطان‌داغی
سلطان‌داغی (Sultandağı) یک شهر کوچک و شهرستان در استان افیون قره‌حصار در ناحیه اژه ترکیه است. این شهر در ۶۸ کیلومتری شهر افیون قره‌حصار در جاده قونیه، نزدیک دریاچه آ‌قشهر در دامنه کوه‌های سلطان واقع شده‌است. این کوهستان نقطه تلاقی مناطق جغرافیایی دریای اژه و آناتولی مرکزی است. شهردار سلطان‌داغی عثمان آجار (از حزب جمهوری‌خواه خلق) است.

## تاریخ
این منطقه از دوران باستان مسکونی بوده‌است، اما شهری که امروزه به نام سلطان‌داغی نامیده می‌شود، توسط اسحاق‌بیگ حاکم سلجوقی بنیاد شد و به نام او اسحاقلی نامیده می‌شد. نام سلطان‌داغی پس از آن رایج شد که کوه‌های منطقه به عنوان دژی برای سپاه سلطان سلجوقی هنگام نبرد با امپراتوری بیزانس عمل کردند. در آن زمان جاده ابریشم از شبه‌جزیره عربستان در مسیر ساحل دریای اژه از اینجا عبور می‌کرد. سلطان‌داغی به خاطر گیلاس‌هایی که به بیش از ۵۰ کشور صادر می‌شود مشهور است.
هر ساله «جشن گیلاس» در سلطان‌داغی برگزار می‌شود. در این جشنواره کشاورزان برای نمایش گیلاس‌های خود در معرض دید هیئت داوران به رقابت می‌پردازند. با در نظر گرفتن معیارهای «اندازه»، هیئت منصفه سعی می‌کند صاحب بزرگترین گیلاس را در سال مربوطه تعیین کند. معمولاً به برنده اول طلا، سوخت تراکتور و غیره اهدا می‌شود. در جریان جشنواره، خوانندگان مشهور روی صحنه برنامه اجرا می‌کنند. برخی از این خوانندگان عبارتند از: اورهان هاکالماز، مراد باساران، عزت آلتینمسه، لارا، سومر ازگو و …
زمین‌لرزه بزرگی در سال ۲۰۰۱ در سلطان‌داغی روی داد که تلفات جانی کمی در پی داشت.